# Chůze (esej)
Chůze je esej amerického spisovatele Henryho Davida Thoreaua (1817–1862).

## Vznik a vývoj eseje
H. D. Thoreau se na svých toulkách přírodou často setkával s různými formami divokosti, která ho se vzrůstající intenzitou přitahovala. Na toto téma sepsal přednášku nazvanou „Divočina" (The Wild), kterou poprvé uvedl v roce 1851. Stále ji však rozšiřoval a nakonec ji rozdělil na dvě části, z nichž druhá nesla název „Chůze" (Walking). Když pak v roce 1862, krátce před smrtí, upravoval některá svá díla k publikaci, obě části opět sloučil a výsledný esej nazval „Chůze". V tomtéž roce ho (již posmrtně) otiskl časopis Atlantic Monthly. Knižně vyšla „Chůze" poprvé v roce 1863 v souboru nazvaném Excursions (Toulky přírodou).

## Myšlenkový obsah
„Procházet se s ním bylo potěšením a poctou. Krajinu znal jako liška nebo pták a stejně jako oni jí procházel volně svými vlastními stezkami. (...) Takovému průvodci se musel člověk poslušně podřídit a odměna za to byla obrovská,“ napsal o Thoreauovi jeho přítel a mentor Ralph Waldo Emerson. Ten ve svém deníku také popsal Thoreauovu běžnou výbavu: „Objevil se Henry – v podpaží zpěvník, v němž lisoval květiny, v kapse dalekohled na pozorování ptáků, dále měl mikroskop, s jehož pomocí počítal tyčinky květů, a deník, zavírací nůž a provázek. Na sobě měl pevné boty a odolné šedé kalhoty, a byl tak připraven čelit cesmínolistým dubům a popínavým keřům a vylézt na strom kvůli jestřábímu hnízdu. Když se někde brodil, tvořily významnou část jeho výzbroje jeho silné nohy.“
Thoreau se dle svých vlastních slov snažil každý den strávit alespoň čtyři hodiny pěšími toulkami po lesích, kopcích a polích v okolí svého rodného města Concordu. Chůze pro něho však neznamenala pouhý pohyb či tělesné cvičení, ale především cvičení duševní. Stejně tak mu tyto výpravy nesloužily jen k empirickému zkoumání přírody, ale spíše k poznávání sebe sama. Na přírodě si cenil i jejích estetických kvalit a její nemateriální hodnoty pro člověka. Už ve své době (polovina 19. stol.) varoval před nebezpečím zastavění krajiny a jejího rozdělení na soukromé pozemky.
V některých částech „Chůze" se projevuje vliv Emersonova amerického transcendentalismu, například v pasáži, kde Thoreau píše: „Rádi bychom vyrazili na cestu, kterou jsme se v tomto fyzickém světě dosud neubírali a která je dokonalým symbolem stezky, po níž rádi kráčíme ve svém vnitřním a myšlenkovém světě." Základy tohoto uvažování lze nalézt v Emersonově Přírodě: „Jednotlivé přírodní skutečnosti jsou symboly jednotlivých duševních skutečností."
Už na začátku eseje autor obhajuje „absolutní svobodu a divokost" a tomuto tématu se věnuje v jeho druhé části. Oslavuje divokost, v níž spatřuje „zachování světa" a kterou se snaží kromě přírody hledat také v hudbě a literatuře. Její význam spatřuje i v tom, že lidé, kteří v sobě mají alespoň trochu „divokého", se tak snadno nestávají krotkými a poddajnými členy společnosti. Volá po ochraně divočiny a mimo jiné zde pokládá základy amerického hnutí ochrany přírody. „Chůze" i další Thoreauovy texty ovlivnily např. Johna Muira (1838–1914), který se zasadil o vznik kalifornských národních parků Sequoia a Yosemite a jiných chráněných oblastí.
Svůj ohlas našly Thoreauovy myšlenky vyjádřené v tomto eseji i u básníka, esejisty a environmentalisty Garyho Snydera, který na ně v knize Praxe divočiny navazuje: „Thoreau říká: ,Dejte mi divokost, jejíž pohled nesnese žádná civilizace.' Takovou určitě není těžké najít. Těžší je představit si civilizaci, která by pohled divokosti snesla – a právě o to se musíme pokoušet. Divokost neznamená jenom zachování světa, je to svět sám."
| „                             | Kdo pořád jen v domě sedí, může být největší pobuda ze všech. | “ |
| — Henry David Thoreau - Chůze |                                                               |   |

## Dobová cenzura
Hned v prvním vydání „Chůze" v Atlantic Monthly upravil spolumajitel listu a editor James T. Fields (1817–1881) v textu několik pasáží obsahujících Thoreauvy neortodoxní zmínky o křesťanství. Fields se zřejmě obával, že by popudily čtenáře.
Prvním takovým zásahem bylo vypuštění slov „pozemské i nebeské" ve větě: „Člověk, který se odhodlá žít, je čistotou svého vztahu k zákonodárci povznesen nade všechny zákony pozemské i nebeské." (s. 34-35) V dalším odstavci byl z věty „Kristus, Dante, Bunyan a jiní měli zřejmě lépe vycvičené myšlení než my..." vyškrtnut Kristus. V následující větě „I Muhammad měl mnohem víc pro co žít, ba i zemřít, než mají obvykle křesťané, kteří při zaslechnutí jeho jména vřískají." došlo k nahrazení slova „křesťané" slovem „mnozí".
Posledním zásahem bylo sloučení a změna dvou vět: „Vzbuzuje cosi, co nenajdeme u Platóna ani v Novém zákoně. Je to novější zákon..." (s. 39). Ty měly ve výsledném textu následující podobu: „Vzbuzuje cosi, co je novějším zákonem."
(Čísla stran odkazují k vydání „Chůze" v souboru Toulky přírodou, Paseka, 2010)

## České a slovenské překlady
1. V souborech:
- Toulky přírodou a pohledy do společnosti. Praha : Jan Laichter, 1925. Překlad: Zdeněk Franta.
- Štyri eseje. Marek Šulík, 2009. Překlad: Martina Fedorová. ISBN 978-80-970231-0-2 (slovensky)
- Toulky přírodou. Praha : Paseka, 2010. Překlad: Jan Hokeš. ISBN 978-80-7432-038-5

2. Samostatná vydání:
- Chůze. Brno : Zvláštní vydání, 1995. Upravený překlad Zdeňka Franty. ISBN 80-85436-36-1
- Chůze. Praha : Dokořán, 2010. Překlad: Jaroslava Kočová. Ilustrace: Lucie Straková. ISBN 978-80-7363-317-2